# Schefflera merrillii
Schefflera merrillii är en araliaväxtart som beskrevs av Adolph Daniel Edward Elmer. Schefflera merrillii ingår i släktet Schefflera och familjen araliaväxter. Inga underarter finns listade.